# Francja na Mistrzostwach Świata w Lekkoatletyce 2019
Francja na Mistrzostwach Świata w Lekkoatletyce 2019 – reprezentacja Francji podczas mistrzostw świata w Doha liczyła 51 zawodników.

## Medaliści
| Medal  | Zawodnik                | Konkurencja                | Rezultat | Data           |
| ------ | ----------------------- | -------------------------- | -------- | -------------- |
| srebro | Quentin Bigot           | rzut młotem                | 78,19    | 2 października |
| brąz   | Pascal Martinot-Lagarde | bieg na 110 m przez płotki | 13,18    | 2 października |

## Skład reprezentacji

### Mężczyźni
| Zawodnik                                                                                | Konkurencja                   | Preeliminacje | Preeliminacje | Eliminacje | Eliminacje | Półfinał | Półfinał | Finał   | Finał   | Źródło             |
| Zawodnik                                                                                | Konkurencja                   | Wynik         | Pozycja       | Wynik      | Pozycja    | Wynik    | Pozycja  | Wynik   | Pozycja | Źródło             |
| --------------------------------------------------------------------------------------- | ----------------------------- | ------------- | ------------- | ---------- | ---------- | -------- | -------- | ------- | ------- | ------------------ |
| Jimmy Vicaut                                                                            | bieg na 100 m                 | BYE           | BYE           | 10,08      | 6. Q       | 10,16    | 16.      | NQ      | NQ      | [ 1 ] [ 2 ]        |
| Mouhamadou Fall                                                                         | bieg na 200 m                 | —             | —             | 20,63      | 32.        | NQ       | NQ       | NQ      | NQ      | [ 3 ]              |
| Pierre-Ambroise Bosse                                                                   | bieg na 800 m                 | —             | —             | 1:46,14    | 18. Q      | 1:47,60  | 22.      | NQ      | NQ      | [ 4 ] [ 5 ]        |
| Rabil Doukkana                                                                          | bieg na 1500 m                | —             | —             | DNS        | DNS        | NQ       | NQ       | NQ      | NQ      | [ 6 ] [ 7 ]        |
| Alexis Miellet                                                                          | bieg na 1500 m                | —             | —             | 3:37,69    | 17. Q      | 3:37,39  | 17.      | NQ      | NQ      | [ 6 ] [ 7 ]        |
| Dimitri Bascou                                                                          | bieg na 110 m przez płotki    | —             | —             | 13,53      | 19. q      | 13,48    | 10.      | NQ      | NQ      | [ 8 ] [ 9 ] [ 10 ] |
| Wilhem Belocian                                                                         | bieg na 110 m przez płotki    | —             | —             | 13,67      | 24. Q      | 13,60    | 20.      | NQ      | NQ      | [ 8 ] [ 9 ] [ 10 ] |
| Pascal Martinot-Lagarde                                                                 | bieg na 110 m przez płotki    | —             | —             | 13,45      | 12. Q      | 13,12    | 3. Q     | 13,18   | 3.      | [ 8 ] [ 9 ] [ 10 ] |
| Wilfried Happio                                                                         | bieg na 400 m przez płotki    | —             | —             | 51,25      | 33.        | NQ       | NQ       | NQ      | NQ      | [ 11 ] [ 12 ]      |
| Ludvy Vaillant                                                                          | bieg na 400 m przez płotki    | —             | —             | 49,49      | 6. Q       | 49,10    | 12.      | NQ      | NQ      | [ 11 ] [ 12 ]      |
| Djilali Bedrani                                                                         | bieg na 3000 m z przeszkodami | —             | —             | 8:13,02    | 2. Q       | —        | —        | 8:05,23 | 5.      | [ 13 ] [ 14 ]      |
| Yoann Kowal                                                                             | bieg na 3000 m z przeszkodami | —             | —             | 8:37,90    | 37.        | —        | —        | NQ      | NQ      | [ 13 ] [ 14 ]      |
| Amaury Golitin Jimmy Vicaut Méba-Mickaël Zézé Christophe Lemaitre Mouhamadou Fall (el.) | sztafeta 4 × 100 m            | —             | —             | 37,88      | 5. q       | —        | —        | DNF     | DNF     | [ 15 ] [ 16 ]      |
| Ludvy Vaillant Christopher Naliali Thomas Jordier Mame-Ibra Anne                        | sztafeta 4 × 400 m            | —             | —             | 3:01,40    | 6. q       | —        | —        | 3:03,06 | 7.      | [ 17 ] [ 18 ]      |
| Gabriel Bordier                                                                         | chód na 20 km                 | —             | —             | —          | —          | —        | —        | 1:34:06 | 24.     | [ 19 ]             |
| Kévin Campion                                                                           | chód na 20 km                 | —             | —             | —          | —          | —        | —        | 1:32:16 | 16.     | [ 19 ]             |
| Yohann Diniz                                                                            | chód na 50 km                 | —             | —             | —          | —          | —        | —        | DNF     | DNF     | [ 20 ]             |

| Zawodnik             | Konkurencja   | Kwalifikacje | Kwalifikacje | Finał | Finał   | Źródło        |
| Zawodnik             | Konkurencja   | Wynik        | Pozycja      | Wynik | Pozycja | Źródło        |
| -------------------- | ------------- | ------------ | ------------ | ----- | ------- | ------------- |
| Benjamin Compaoré    | trójskok      | 16,59        | 22.          | NQ    | NQ      | [ 21 ]        |
| Jean-Marc Pontvianne | trójskok      | 16,31        | 26.          | NQ    | NQ      | [ 21 ]        |
| Renaud Lavillenie    | skok o tyczce | 5,60         | 15.          | NQ    | NQ      | [ 22 ] [ 23 ] |
| Valentin Lavillenie  | skok o tyczce | 5,70         | 9. q         | 5,70  | 6.      | [ 22 ] [ 23 ] |
| Alioune Sene         | skok o tyczce | 5,45         | 26.          | NQ    | NQ      | [ 22 ] [ 23 ] |
| Quentin Bigot        | rzut młotem   | 77,44        | 3. Q         | 78,19 | 2.      | [ 24 ] [ 25 ] |

Dziesięciobój
| Zawodnik      | Konkurencja | 100 m | SD   | PK    | SW   | 400 m | 110 m ppł | RD    | ST  | RO  | 1500 m | Wynik | Pozycja | Źródło |
| ------------- | ----------- | ----- | ---- | ----- | ---- | ----- | --------- | ----- | --- | --- | ------ | ----- | ------- | ------ |
| Kévin Mayer   | Rezultat    | 10,50 | 7,56 | 16,82 | 1,99 | 48,99 | 13,87     | 48,34 | NM  | DNS | DNS    | DNF   | DNF     | [ 26 ] |
| Kévin Mayer   | Punkty      | 975   | 950  | 902   | 794  | 862   | 991       | 836   | 0   | DNS | DNS    | DNF   | DNF     | [ 26 ] |
| Basile Rolnin | Rezultat    | 11,42 | DNS  | DNS   | DNS  | DNS   | DNS       | DNS   | DNS | DNS | DNS    | DNF   | DNF     | [ 26 ] |
| Basile Rolnin | Punkty      | 769   | DNS  | DNS   | DNS  | DNS   | DNS       | DNS   | DNS | DNS | DNS    | DNF   | DNF     | [ 26 ] |

### Kobiety
| Zawodniczka                                                       | Konkurencja                   | Eliminacje | Eliminacje | Półfinał | Półfinał | Finał | Finał   | Źródło        |
| Zawodniczka                                                       | Konkurencja                   | Wynik      | Pozycja    | Wynik    | Pozycja  | Wynik | Pozycja | Źródło        |
| ----------------------------------------------------------------- | ----------------------------- | ---------- | ---------- | -------- | -------- | ----- | ------- | ------------- |
| Orlann Ombissa-Dzangue                                            | bieg na 100 m                 | 11,34      | 27.        | NQ       | NQ       | NQ    | NQ      | [ 27 ]        |
| Carolle Zahi                                                      | bieg na 200 m                 | 22,99      | 18. Q      | 23,03    | 16.      | NQ    | NQ      | [ 28 ] [ 29 ] |
| Amandine Brossier                                                 | bieg na 400 m                 | 52,81      | 41.        | NQ       | NQ       | NQ    | NQ      | [ 30 ] [ 31 ] |
| Déborah Sananes                                                   | bieg na 400 m                 | 51,76      | 18. Q      | 52,24    | 19.      | NQ    | NQ      | [ 30 ] [ 31 ] |
| Rénelle Lamote                                                    | bieg na 800 m                 | 2:03,36    | 24. Q      | 2:02,86  | 20.      | NQ    | NQ      | [ 32 ] [ 33 ] |
| Solène Ndama                                                      | bieg na 100 m przez płotki    | DNF        | DNF        | NQ       | NQ       | NQ    | NQ      | [ 34 ]        |
| Fanny Quenot                                                      | bieg na 100 m przez płotki    | 13,51      | 34.        | NQ       | NQ       | NQ    | NQ      | [ 34 ]        |
| Laura Valette                                                     | bieg na 100 m przez płotki    | 13,47      | 32.        | NQ       | NQ       | NQ    | NQ      | [ 34 ]        |
| Ophélie Claude-Boxberger                                          | bieg na 3000 m z przeszkodami | 10:05,10   | 41.        | —        | —        | NQ    | NQ      | [ 35 ]        |
| Carolle Zahi Cynthia Leduc Estelle Raffai Orlann Ombissa-Dzangue  | sztafeta 4 × 100 m            | DSQ        | DSQ        | —        | —        | NQ    | NQ      | [ 36 ] [ 37 ] |
| Amandine Brossier Déborah Sananes Élise Trynkler Agnès Raharolahy | sztafeta 4 × 400 m            | 3:29,66    | 12.        | —        | —        | NQ    | NQ      | [ 38 ] [ 39 ] |

| Zawodniczka           | Konkurencja    | Kwalifikacje | Kwalifikacje | Finał | Finał   | Źródło        |
| Zawodniczka           | Konkurencja    | Wynik        | Pozycja      | Wynik | Pozycja | Źródło        |
| --------------------- | -------------- | ------------ | ------------ | ----- | ------- | ------------- |
| Yanis David           | skok w dal     | 6,46         | 20.          | NQ    | NQ      | [ 40 ]        |
| Hilary Kpatcha        | skok w dal     | 6,47         | 18.          | NQ    | NQ      | [ 40 ]        |
| Éloyse Lesueur        | skok w dal     | 6,46         | 21.          | NQ    | NQ      | [ 40 ]        |
| Yanis David           | trójskok       | DNS          | DNS          | NQ    | NQ      | [ 41 ] [ 42 ] |
| Rouguy Diallo         | trójskok       | 14,25        | 7. q         | 14,08 | 10.     | [ 41 ] [ 42 ] |
| Ninon Guillon-Romarin | skok o tyczce  | 4,60         | 16. Q        | 4,70  | 12.     | [ 43 ] [ 44 ] |
| Mélina Robert-Michon  | rzut dyskiem   | 64,02        | 4. Q         | 59,99 | 10.     | [ 45 ] [ 46 ] |
| Alexandra Tavernier   | rzut młotem    | 72,91        | 6. Q         | 73,33 | 6.      | [ 47 ] [ 48 ] |
| Alexie Alaïs          | rzut oszczepem | 60,46        | 14.          | NQ    | NQ      | [ 49 ]        |

Siedmiobój
| Zawodnik     | Konkurencja | 100 m ppł | SW   | PK    | 200 m | SD   | RO    | 800 m   | Wynik | Pozycja | Źródło |
| ------------ | ----------- | --------- | ---- | ----- | ----- | ---- | ----- | ------- | ----- | ------- | ------ |
| Solène Ndama | Rezultat    | 12,90     | 1,71 | 13,68 | 24,34 | 5,98 | 37,62 | 2:18,75 | 6034  | 14.     | [ 50 ] |
| Solène Ndama | Punkty      | 1140      | 867  | 773   | 948   | 843  | 622   | 841     | 6034  | 14.     | [ 50 ] |

### Mieszane
| Zawodnicy                                                        | Konkurencja        | Eliminacje | Eliminacje | Finał | Finał   | Źródło |
| Zawodnicy                                                        | Konkurencja        | Wynik      | Pozycja    | Wynik | Pozycja | Źródło |
| ---------------------------------------------------------------- | ------------------ | ---------- | ---------- | ----- | ------- | ------ |
| Mame-Ibra Anne Amandine Brossier Agnès Raharolahy Thomas Jordier | sztafeta 4 × 400 m | 3:17,17    | 12.        | NQ    | NQ      | [ 51 ] |